# Acer leptophyllum
Acer leptophyllum é uma espécie de árvore do gênero Acer, pertencente à família Aceraceae.